# محطة قطار الشمال بالرياض
محطة قطار الشمال هي محطة قطار في مدينة الرياض تنطلق منها قاطرات قطار الشمال الجنوب إلى المجمعة والقصيم وحائل والجوف والقريات. بدأ تشغيلها في 26 من فبراير 2017 بأول رحلة لقطار الركاب إلى القصيم.

## مرافق المحطة
كغيرها من محطات الشركة السعودية للخطوط الحديدية، توفر محطة قطار الشمال في الرياض مختلف المرافق لخدمة المسافرين، بما فيها الممرات الخاصة بكبار السن وذوي الإحتياجات الخاصة، و خدمة تغليف الأمتعة والمقاهي، والمحلات التجارية، وصالة الأعمال.